# Invisible Stripes
Invisible Stripes (bra: Homens Marcados; prt: Invisible Stripes) é um filme estadunidense de 1939, dos gêneros drama policial e suspense, dirigido por Lloyd Bacon, e estrelado por George Raft, Jane Bryan e William Holden. O roteiro de Warren Duff e Jonathan Finn foi baseado no romance homônimo de 1938, de Lewis E. Lawes.
A trama retrata a história de um gângster incapaz de seguir em frente depois de voltar para casa da prisão.

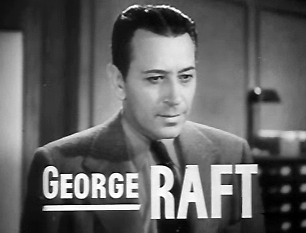
George Raft

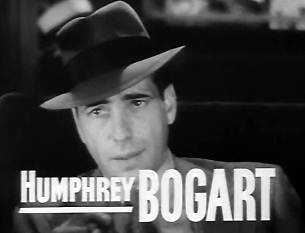
Humphrey Bogart

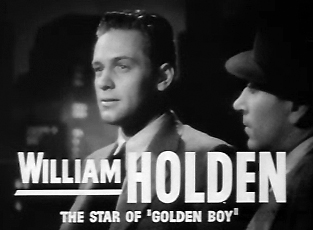
William Holden

## Sinopse
Após sair da prisão em liberdade condicional, Cliff Taylor (George Raft), encontra dificuldade para se adequar novamente ao não conseguir encontrar e manter um emprego devido ao seu passado criminoso. Com medo de que Tim Taylor (William Holden), seu irmão, possa acabar entrando na vida do crime como ele, Cliff decide ajudá-lo a conseguir algum dinheiro para se estabelecer. Ao reencontrar o colega ex-presidiário Charles Martin (Humphrey Bogart) e sua gangue, eles organizam vários assaltos a fim de ganhar dinheiro rapidamente.

## Elenco
- George Raft como Cliff Taylor
- Jane Bryan como Peggy
- William Holden como Tim Taylor
- Humphrey Bogart como Charles Martin
- Flora Robson como Sra. Taylor
- Henry O'Neill como Masters, agente da condicional
- Paul Kelly como Ed Kruger
- Lee Patrick como Molly Daniels
- Marc Lawrence como Lefty Sloan
- Joe Downing como Johnny Hudson
- Tully Marshall como Velho Peter
- Margot Stevenson como Sue
- Joseph Crehan como Sr. Chasen
- Chester Clute como Sr. Butler
- John Hamilton como Johnson, capitão de polícia
- Frankie Thomas como Tommy McNeill
- William Haade como Shrank
- Emory Parnell como Policial

Notas:
- Leo Gorcey, que mais tarde se tornaria conhecido por interpretar "Slip Mahoney" na série de filmes "Bowery Boys", faz uma pequena participação como o chefe do almoxarifado.

## Produção
O filme foi originalmente planejado para estrelar James Cagney e John Garfield. Raft, então, substituiu Garfield. Holden acabou substituindo Cagney. (A fonte para esta informação pode ter invertido erroneamente os nomes.) Raft tinha acabado de assinar um contrato de longo prazo com a Warner Bros.
Durante uma cena de luta, William Holden acidentalmente atingiu George Raft e causou um corte.
Raft e Bogart fizeram outro filme juntos no ano seguinte, o grande sucesso "They Drive by Night", de Raoul Walsh, novamente estrelado por Raft, com Bogart creditado em quarto lugar (abaixo do nome de Raft, Ann Sheridan e Ida Lupino), em um papel secundário.
Bogart e Holden trabalharam juntos novamente quinze anos depois em "Sabrina", com Holden creditado abaixo de Audrey Hepburn e Bogart.

## Recepção
O filme foi apenas um pequeno sucesso comercial.
O Time Out Film Guide chamou-o de "um conto completamente previsível das tribulações de um ex-presidiário". Uma crítica de 1940 d9 The New York Times comentou sobre a falta incomum de cenas da prisão no filme. "Vamos nos apressar com toda a gratidão para acrescentar que Invisible Stripes é um filme sobre prisão em que as listras são muito menos visíveis do que o habitual, a maior parte da ação sendo condicionada ao exterior sob a custódia capaz de George Raft, Jane Bryan, William Holden e Humphrey Bogart. Não há cenas da fábrica de juta, guardas assediadores, nem uma grande sequência de fuga; na verdade, não entendemos por que eles de repente comutaram nossa sentença da duração habitual do filme para um breve prelúdio da prisão, um mero exercício de graduação no início: bom comportamento, talvez".